# Zmarli w styczniu 2013

## Styczeń 2013
- 31 stycznia
  - Joseph Cassidy − irlandzki duchowny katolicki, arcybiskup Tuamu w latach 1987–1994[1]
  - Rudolf Dašek − czeski gitarzysta jazzowy[2]
  - Hasan Habibi − irański polityk, pierwszy wiceprezydent Iranu w latach 1989–2001[3]
  - Caleb Moore − amerykański sportowiec, zawodnik sportów ekstremalnych[4]
  - Jacques Nguyễn Văn Mầu – wietnamski duchowny katolicki, biskup Vĩnh Long[5]
  - Janusz Paradowski – polski kolarz szosowy i torowy[6]
  - Timir Piniegin – rosyjski żeglarz, mistrz olimpijski[7]
  - Elżbieta Szczygieł – polska koszykarka[8]
  - Janusz Wichowski – polski koszykarz, dwukrotny olimpijczyk[9]
- 30 stycznia
  - Patty Andrews – amerykańska piosenkarka, znana z trio The Andrews Sisters[10]
  - José Cardona − honduraski piłkarz[11]
  - Ann Rabson − amerykańska pianistka i gitarzystka bluesowa, współzałożycielka Saffire – The Uppity Blues Women[12]
- 29 stycznia
  - Ferris Ashton − australijski rugbysta[13]
  - Tadeusz Biesiekierski − polski architekt[14]
  - Bernard Horsfall − brytyjski aktor[15]
  - Tadeusz Karwański − polski kierownik produkcji filmowej[16]
  - Butch Morris – amerykański kornecista jazzowy, kompozytor, dyrygent[17]
  - Stella Müller-Madej − ocalona z Holocaustu przez Oskara Schindlera, autorka wspomnień[18]
  - Arif Peçenek – turecki piłkarz, trener[19]
  - Reinhold Stecher − austriacki duchowny katolicki, teolog, biskup diecezjalny Innsbrucku w latach 1981–1997[20]
- 28 stycznia
  - Eddy Choong − malezyjski badmintonista[21]
  - Florentino Fernández − kubański bokser[22]
  - John Karlin – południowoafrykański psycholog pracy[23]
  - Ladislav Pavlovič − słowacki piłkarz, medalista ME z 1960[24]
  - Stanisława Stanisławska-Majdrowicz − polska tancerka, choreografka, reżyser teatralna, dyrektorka Operetki Warszawskiej[25]
- 27 stycznia
  - Aleksander Bednarz − polski aktor, reżyser teatralny[26]
  - Iwan Bodiul − mołdawski polityk, komunista[27]
  - Bernard Dhéran − francuski aktor[28]
  - Chuck Hinton − amerykański baseballista, grał w amerykańskiej lidze MLB[29]
  - Acer Nethercott − brytyjski wioślarz, medalista olimpijski[30]
  - Sally Starr − amerykańska aktorka[31]
- 26 stycznia
  - Leroy Bonner – amerykański piosenkarz i gitarzysta, członek grupy Ohio Players[32]
  - Lesley Fitz-Simons – szkocka aktorka[33]
  - Stefan Kudelski − szwajcarski elektronik pochodzenia polskiego, wynalazca, twórca magnetofonu Nagra[34]
  - Daurene Lewis − kanadyjska polityk[35]
  - Hiroshi Nakajima − japoński lekarz, naukowiec, dyrektor generalny WHO w latach 1988-1998[36]
- 25 stycznia
  - Walerij Abramkin − rosyjski chemik, inżynier, obrońca praw człowieka[37]
  - Normand Corbeil − kanadyjski kompozytor, autor ścieżki dźwiękowej do gry Heavy Rain[38]
  - Eugeniusz Gorzelak polski ekonomista, specjalista ekonomiki rolnictwa, prof. dr hab., wiceprzewodniczący Komisji Planowania przy Radzie Ministrów (1980–1983)[39]
  - Max Kampelman – amerykański dyplomata[40]
  - Lloyd Phillips − nowozelandzki producent filmowy[41]
  - France Popit − słoweński polityk komunistyczny, I sekretarz Związku Komunistów Słowenii (1969−1982), przewodniczący Prezydium Socjalistycznej Republiki Słowenii (1984−1988)[42]
  - Zbigniew Pranga − polski działacz państwowy i ekonomista, naczelnik i prezydent Wejherowa (1982−1990)[43]
  - Shōzō Shimamoto − japoński artysta[44]
- 24 stycznia
  - Zofia Garlińska-Hansen − polska architektka, współtwórczyni teorii formy otwartej[45]
  - Miroslav Janů − czeski piłkarz, trener[46]
  - Barbara Leonard − amerykańska polityk[47]
  - Antoni Motyczka − polski naukowiec, inżynier, profesor, polityk, senator VI, VII i VIII kadencji[48]
  - Richard G. Stern – amerykański pisarz[49]
- 23 stycznia
  - Józef Glemp − polski duchowny katolicki, kardynał, biskup[50]
  - Janice Knickrehm − amerykańska aktorka[51]
  - Peter van der Merwe − południowoafrykański krykiecista[52]
  - Jan Ormerod – brytyjska ilustratorka i autorka książek dla dzieci[53]
  - Maria Schaumayer − austriacka ekonomistka, polityk[54]
  - Jean Vilnet − francuski duchowny katolicki, biskup Saint-Dié w latach 1964-1983, przewodniczący Konferencji Episkopatu Francji w latach 1981–1987[55]
- 22 stycznia
  - Charlie Capozzoli – amerykański lekkoatleta, długodystansowiec[56]
  - Jean-Léon Destiné – haitański tancerz i choreograf[57]
  - Anna Litwinowa − rosyjska modelka[58]
  - Margareta Teodorescu − rumuńska szachistka, arcymistrzyni[59]
  - Piotr Waszczenko − polski ekonomista, prezes Unity Line w latach 2003–2007[60]
  - Lucyna Winnicka – polska aktorka, dziennikarka i publicystka[61]
- 21 stycznia
  - Leszek Bogunia – polski prawnik, karnista, profesor[62]
  - Alden W. Clausen – amerykański bankier, prezes Banku Światowego w latach 1981–1986[63]
  - Riccardo Garrone − włoski przedsiębiorca, działacz sportowy, prezes klubu piłkarskiego Sampdorii[64]
  - Donald Hornig – amerykański naukowiec, chemik, doradca prezydencki w USA[65]
  - Michael Winner − brytyjski reżyser filmowy[66]
- 20 stycznia
  - Richard Garneau − kanadyjski dziennikarz, komentator sportowy[67]
  - Stephen Simon – amerykański dyrygent[68]
  - Freddie Williams – walijski żużlowiec, dwukrotny indywidualny mistrz świata[69]
  - Stanisław Wójcik – polski działacz partyjny i państwowy, wicewojewoda szczeciński (1982–1988)[70]
- 19 stycznia
  - Zbigniew Biernat – polski działacz partyjny i samorządowy, prezydent Gdyni (1985–1990)[71]
  - Abderrahim Goumri – marokański lekkoatleta, długodystansowiec[72]
  - Juryj Humianiuk − białoruski dziennikarz, korespondent, pisarz[73]
  - Taihō Kōki – japoński zapaśnik sumo[74]
  - Stan Musial − amerykański baseballista pochodzenia polskiego[75]
  - Andrée Putman − francuska projektantka i architektka wnętrz[76]
  - Marcel Sisniega Campbell − meksykański szachista, arcymistrz[77]
  - Earl Weaver − amerykański baseballista, trener, grał w amerykańskiej lidze MLB[78]
- 18 stycznia
  - Nick Broad − angielski dietetyk piłkarski[79]
  - Walmor Chagas − brazylijski aktor[80]
  - Sean Fallon − irlandzki piłkarz, trener[81]
  - Ron Nachman − izraelski polityk, członek Knesetu, burmistrz Ari’el[82]
  - Borghild Niskin − norweska narciarka alpejska, olimpijka[83]
- 17 stycznia
  - Helena Aniszewska – polska działaczka społeczna, prozaiczka, poetka, tworząca w języku białoruskim i polskim[84]
  - Jakob Arjouni − niemiecki pisarz[85]
  - Tissa Balasuriya – lankijski duchowny katolicki, teolog[86]
  - Claude Black − amerykański pianista jazzowy[87]
  - Robert Chew − amerykański aktor[88]
  - Fernando Guillén − hiszpański aktor[89]
  - Sophiya Haque – brytyjska aktorka, piosenkarka i tancerka[90]
  - Jadwiga Kaczyńska − polska filolog, matka Jarosława i Lecha Kaczyńskich[91]
  - Marian Klaus − polski muzyk, kompozytor, nauczyciel, stroiciel fortepianów i akordeonów[92]
  - Jon Mannah − australijski rugbysta[93]
  - John Nkomo − zimbabwejski polityk, wiceprezydent Zimbabwe w latach 2009−2013[94]
  - Nic Potter – brytyjski muzyk rockowy, basista grupy Van der Graaf Generator[95]
  - Jean-Pierre Roux − francuski polityk i inżynier, deputowany krajowy i europejski[96]
  - Guram Sagharadze − gruziński aktor[97]
  - Toon Schuurmans − holenderski bokser[98]
  - Lizbeth Webb – angielska sopranistka i aktorka[99]
- 16 stycznia
  - Lennart Carlsson – szwedzki lekkoatleta, chodziarz[100]
  - Noé Hernández − meksykański lekkoatleta, chodziarz, medalista olimpijski[101]
  - Samson Kimobwa – kenijski lekkoatleta, długodystansowiec[102]
  - Jewdokija Miekszyło − rosyjska biegaczka narciarska, mistrzyni olimpijska w sztafecie[103]
  - Gussie Moran – amerykańska tenisistka[104]
  - Perrette Pradier − francuska aktorka[105]
  - Asłan Usojan − rosyjski gangster, autorytet wśród kryminalistów i „wor w zakonie”[106]
- 15 stycznia
  - Éric Béchu − francuski rugbysta, trener[107]
  - Chucho Castillo − meksykański bokser[108]
  - Maria Cedro-Biskupowa − polska poetka ludowa, pisarka[109]
  - Nagisa Ōshima − japoński reżyser filmowy[110]
  - Jean-Bertrand Pontalis – francuski filozof, psychoanalityk i pisarz[111]
  - John Thomas – amerykański lekkoatleta, skoczek wzwyż, dwukrotny medalista olimpijski[112]
- 14 stycznia
  - Conrad Bain – kanadyjski aktor[113]
  - Andrzej Bielski – polski fizyk, profesor Uniwersytetu Mikołaja Kopernika w Toruniu[114]
  - Zygmunt Dmochowski – polski poeta[115]
  - Fred Flanagan − australijski futbolista[116]
  - José Domingo Posada – hiszpański i galicyjski polityk oraz menedżer, eurodeputowany III i IV kadencji (1993–1994, 1999)[117]
  - Franciszek Wirski – polski działacz partyjny i państwowy, I sekretarz Komitetu Wojewódzkiego PZPR w Skierniewicach (1985–1986)[118]
- 13 stycznia
  - Bille Brown – australijski aktor[119]
  - Joseph Eger – amerykański dyrygent i waltornista[120]
  - Marek Eminowicz − polski historyk, pedagog[121]
  - Walenty Gabrysiak – polski malarz i grafik[122]
  - Mychajło Horyń – ukraiński polityk, dysydent[123]
  - Michał Kulesza − polski prawnik, profesor[124]
  - Henryk Langierowicz − polski trener koszykówki, twórca koszykówki kobiecej w Pabianicach[125]
  - Jack Recknitz − niemiecki aktor pochodzenia polskiego[126]
  - Juwenaliusz (Tarasow) – rosyjski duchowny prawosławny, biskup, emerytowany metropolita kurski[127]
  - Geoff Thomas − walijski piłkarz[128]
- 12 stycznia
  - Leon Leyson − amerykański nauczyciel pochodzenia żydowskiego, urodzony w Polsce, najmłodszy ocalony z listy Schindlera[129]
  - Anna Lizaran − hiszpańska aktorka[130]
  - Koto Okubo − japońska superstulatka[131]
  - Eugene Patterson – amerykański redaktor i felietonista, jeden z pionierów ruchu na rzecz praw obywatelskich, laureat nagrody Pulitzera[132]
  - Jurij Szmidt − rosyjski prawnik, obrońca Michaiła Chodorkowskiego, obrońca praw człowieka[133]
- 11 stycznia
  - Thomas Bourgin − francuski motocyklista rajdowy[134]
  - Jean Brocard − francuski polityk[135]
  - David Chisnall − angielski rugbysta[136]
  - Guido Forti − włoski przedsiębiorca, założyciel i szef zespołu Forti startującego w Formule 1[137]
  - Nguyễn Khánh − wietnamski polityk, wojskowy[138]
  - Stanisław Kosiec − polski piłkarz[139]
  - Mariangela Melato – włoska aktorka[140]
  - Ba Mamadu Mubari − mauretański polityk[141]
  - Aaron Swartz − amerykański programista, publicysta, działacz polityczny i internetowy[142]
- 10 stycznia
  - Christel Adelaar – holenderska piosenkarka i aktorka[143]
  - Roman Drejza – polski poeta, działacz społeczny[144]
  - Peter Fitz − niemiecki aktor[145]
  - George Gruntz – szwajcarski pianista jazzowy, organista, klawesynista, keyboardzista i kompozytor[146]
  - Antoni Hibner – polski piłkarz[147]
  - Karl-Erik Israelsson – szwedzki lekkoatleta, skoczek w dal[148]
  - Jarema Klich – polski gitarzysta klasyczny[149]
  - Maciej Korwin − polski reżyser teatralny, dyrektor Teatru Muzycznego im. Danuty Baduszkowej w Gdyni w latach 1995-2013[150]
  - Michał Smolorz − polski dziennikarz, publicysta, producent telewizyjny i filmowy[151]
- 9 stycznia
  - James M. Buchanan − amerykański ekonomista, laureat Nagrody Nobla[152]
  - John Wise − kanadyjski polityk, minister rolnictwa w latach 1979–1980, 1984–1988[153]
- 8 stycznia
  - Asbjørn Aarnes − norweski historyk literatury, profesor[154]
  - Tandyn Almer – amerykański muzyk, kompozytor, autor tekstów i producent muzyczny[155]
  - Kenojuak Ashevak − kanadyjsko-inuicka artystka[156]
  - Grażyna Jasińska-Wiśniarowska − polska montażystka filmowa[157]
  - Janusz Mączka − polski wspinacz, taternik, alpinista, przewodnik tatrzański[158]
  - Cornel Pavlovici − rumuński piłkarz[159]
  - Nirmal Sen − bengalski dziennikarz[160]
  - Pierre Veilletet − francuski dziennikarz, pisarz[161]
- 7 stycznia
  - Carl Berner − amerykański superstulatek pochodzenia niemieckiego[162]
  - Epifaniusz (Norocel) – rumuński biskup prawosławny[163]
  - Larry Clapp − amerykański polityk[164]
  - Richard Ben Cramer − amerykański dziennikarz, pisarz[165]
  - David R. Ellis − amerykański reżyser filmowy, kaskader[166]
  - Jiřina Jirásková − czeska aktorka[167]
  - Shyam Koul − indyjski dziennikarz[168]
- 6 stycznia
  - Neil Adcock – południowoafrykański krykiecista[169]
  - Qazi Hussain Ahmad – pakistański polityk[170]
  - Giovanna Bemporad − włoska poetka[171]
  - Mikey Clancy − irlandzki żeglarz, windsurfer[172]
  - Cho Sung-min − południowokoreański baseballista[173]
  - Bart Van den Bossche − belgijsko-flamandzki piosenkarz, aktor, prezenter telewizyjny i radiowy[174]
- 5 stycznia
  - Haradhan Bandopadhyay − indyjski aktor[175]
  - Anders Carlberg − szwedzki działacz społeczny, polityk, naukowiec[176]
  - Pierre Cogan − francuski kolarz[177]
  - Reg Dean − angielski superstulatek[178]
  - Dave Edwards − amerykański polityk[179]
  - Augusto Hernández − wenezuelski dziennikarz, satyryk[180]
  - Jeff Lewis – amerykański futbolista, trener[181]
  - Ann-Britt Leyman – szwedzka lekkoatletka, sprinterka i skoczkini w dal[182]
  - K. B. Mallappa – indyjski polityk[183]
  - José Díaz Márquez − wenezuelski aktor, komik[184]
  - Lujo Medvidović − chorwacki prawnik, pisarz[185]
  - Sybil Michelow – brytyjska śpiewaczka[186]
  - Joseph-Aurèle Plourde – kanadyjski duchowny katolicki, arcybiskup Ottawy[187]
  - Irena Półtorak – polska działaczka sportowa i trener, założycielka najbardziej utytułowanej drużyny w historii polskiej kobiecej piłki nożnej[188]
  - Vello Saatpalu − estoński polityk[189]
  - Vladimir Šenauer – chorwacki piłkarz[190]
  - Kim Tae-chon − południowokoreański boss mafijny[191]
  - Chandler Williams – amerykański futbolista[192]
  - Andrzej Żurowski − polski teatrolog, szekspirolog, publicysta, krytyk teatralny[193]
- 4 stycznia
  - Sohail Mahmud Ali − syryjski dziennikarz[194]
  - Bengt Andersson − szwedzki poeta[195]
  - Wasyl Babijczuk − ukraiński działacz sportowy, sekretarz generalny Dynama Kijów[196]
  - Bhanumati Devi − indyjska aktorka[197]
  - Pete Elliott − amerykański futbolista i trener[198]
  - Ed Emory − amerykański futbolista i trener[199]
  - Murray Henderson − kanadyjski hokeista[200]
  - Thomas Holtzmann − niemiecki aktor[201]
  - Derek Kevan − angielski piłkarz[202]
  - Salik Lakhnawi − indyjski poeta, dziennikarz[203]
  - Tony Lip − amerykański aktor[204]
  - Richard A. Long − amerykański pisarz, historyk[205]
  - Jan Mikrut − polski duchowny katolicki, redemptorysta, katecheta, rekolekcjonista[206]
  - Lassaad Ouertani − tunezyjski piłkarz[207]
  - Jewgienij Pepeljajew − sowiecki wojskowy, pilot, uczestnik wojny koreańskiej[208]
  - Nikos Samaras – grecki siatkarz, kapitan reprezentacji Grecji[209]
  - Ferdel Schröder − belgijski polityk[210]
  - Gene Segerblom − amerykańska polityk, członkini Zgromadzenia Nevady w latach 1992–2000[211]
  - Anwar Shamim − pakistański wojskowy, dowódca sił powietrznych w latach 1978-1985[212]
  - Bryan Stoltenberg − amerykański futbolista[213]
  - Sándor Szoboszlai − węgierski aktor[214]
  - Angelina Warganowa − rosyjska aktorka[215]
  - Sol Yurick – amerykański pisarz[216]
  - Şenay Yüzbaşıoğlu − turecka piosenkarka[217]
  - Zoran Žižić − serbsko-czarnogórski polityk, premier Jugosławii w latach 2000–2001[218]
- 3 stycznia
  - Naif bin Abdul Aziz bin Muhammad − saudyjski książę[219]
  - David Farrell – brytyjski fotograf[220]
  - Aleksandra Ford-Sampolska − polska aktorka[221]
  - Alfie Fripp − brytyjski wojskowy, pilot RAF-u, najdłużej przebywający brytyjczyk w niewoli niemieckiej podczas II wojny światowej[222]
  - Ted Godwin − kanadyjski artysta[223]
  - M.S. Gopalakrishnan − indyjski skrzypek[224]
  - Elmar Gunsch − austriacki prezenter i autor radiowy[225]
  - Jimmy Halliday − szkocki polityk, przewodniczący Szkockiej Partii Narodowej w latach 1956–1960[226]
  - Kanang anak Langkau − malezyjski wojskowy, żołnierz, bohater narodowy[227]
  - William Maxson − amerykański wojskowy, generał, dowódca USAF[228]
  - Preben Munthe − norweski profesor ekonomii[229]
  - Valerio Negrini − włoski kompozytor i autor tekstów[230]
  - Sergiu Nicolaescu − rumuński reżyser filmowy, polityk[231]
  - Jaime Ortiz-Patino − hiszpański promotor golfa pochodzenia francuskiego, twórca Valderrama Golf Club[232]
  - Andrew O’Rourke − amerykański sędzia, polityk[233]
  - Shikaripura Ranganatha Rao − indyjski archeolog[234]
  - Hisayuki Sasaki − japoński golfista[235]
  - Thomas Schäuble − niemiecki polityk i prawnik[236]
  - Patty Shepard − hiszpańska aktorka amerykańskiego pochodzenia[237]
  - Sekhar Sinha − indyjski krykiecista[238]
  - Bruce Smith − amerykański futbolista[239]
  - Burry Stander − południowoafrykański kolarz górski i szosowy[240]
  - Gustl Wilke − niemiecki piłkarz ręczny, trener[241]
- 2 stycznia
  - Charles W. Blackwell − amerykański polityk, dyplomata indiańskiego plemienia czikasawów, ambasador w Stanach Zjednoczonych[242]
  - Wren Blair − kanadyjski trener hokeja na lodzie, działacz sportowy[243]
  - Margaret A. Brewer – amerykańska generał w United States Marine Corps[244]
  - Council Cargle − amerykański aktor[245]
  - Charles Chilton − brytyjski prezenter, dziennikarz i producent radiowy[246]
  - Angelo Coia − amerykański futbolista[247]
  - Karel Čáslavský − czeski historyk telewizyjny, reżyser[248]
  - Lee Eilbracht − amerykański baseballista i trener[249]
  - Zaharira Harifai − izraelska aktorka[250]
  - Keith Jones − walijski trener rugby[251]
  - Géza Koroknay − węgierski aktor[252]
  - Gerda Lerner − amerykańska historyk, feministka, autorka[253]
  - Dale Llewellyn − walijski rugbysta[251]
  - Ladislao Mazurkiewicz − urugwajski piłkarz polskiego pochodzenia[254]
  - Joe McGrath − irlandzki trener futbolu gaelickiego i hurlingu[255]
  - Ian McKeever − irlandzki himalaista, zdobywca Korony Ziemi[256]
  - Maulvi Nazir − afgańsko-pakistański przywódca Talibów[257]
  - Susan Nolen-Hoeksema − amerykańska psycholog[258]
  - Kishore Pawar − indyjski polityk i związkowiec[259]
  - Mamie Rearden − amerykańska superstulatka[260]
  - Marianna Kay Siblani − amerykańska dziennikarka, redaktor naczelna The Arab American News[261]
  - Rudolf Szanwald − austriacki piłkarz[262]
  - Teresa Torańska − polska dziennikarka, pisarka[263]
  - Paweł Paliwoda − polski dziennikarz, publicysta, historyk filozofii[264]
- 1 stycznia
  - Jurij Aleksandrow − rosyjski bokser[265]
  - Moses Bosco Anderson − amerykański duchowny katolicki, biskup Detroit[266]
  - Lory Blanchard − nowozelandzki rugbysta, trener[267]
  - Robert Callahan − amerykański prawnik, przewodniczący Sądu Najwyższego Connecticut w latach 1996−1999[268]
  - Michael Patrick Cronan − amerykański grafik i artysta[269]
  - Ross Davis − amerykański baseballista[270]
  - Lucio Dell'Angelo − włoski piłkarz[271]
  - Franca Donaggio − włoska polityk, senator[272]
  - Ante Dražančić − chorwacki lekarz, ginekolog, profesor[273]
  - Lloyd Hartman Elliott − amerykański pedagog, rektor George Washington University w latach 1965-1988[274]
  - Yaakov Friedman − izraelski rabin, zwierzchnik dynastii chasydzkiej, admor Sadogóry[275]
  - Hugh Gillis − amerykański polityk, członek Izby Reprezentantów Georgii (1950-1962) i Senatu Georgii (1962-2004)[276]
  - Allan Hancox − brytyjski prawnik, sędzia główny Kenii w latach 1989–1991[277]
  - Roz Howard − amerykański kierowca wyścigowy[278]
  - Bisi Komolafe − nigeryjska aktorka[279]
  - Christopher Martin-Jenkins − angielski dziennikarz sportowy[280]
  - Levon Minasian − irańsko-ormiański historyk, bibliotekarz i artysta[281]
  - Patti Page − amerykańska piosenkarka[282]
  - Henno Sillaste − estoński architekt[283]
  - Mojtaba Tehrani − irański Ajatollah[284]
  - Marian Wantoła − polski rysownik, twórca filmów animowanych[285]